# Convenzione del 1832
Con il termine convenzione del 1832 si intende la prima riunione politica dei coloni del Texas messicano. I delegati cercarono di ottenere delle riforme da parte del governo messicano e sperarono di sedare la diffusa convinzione che i coloni volessero separarsi dal Messico. Il convegno è stato il primo di una serie di tentativi falliti di negoziati politici che alla fine hanno portato alla rivoluzione del Texas.
Con la costituzione del Messico del 1824, il Texas non era considerato uno stato indipendente ed era fuso con il nuovo stato di Coahuila y Tejas. Per via della crescente paura che il governo degli Stati Uniti potesse annettere il Texas con la forza, nel 1830 il presidente messicano Anastasio Bustamante firmò una serie di leggi altamente impopolari che limitavano l'immigrazione e che imponevano dei dazi doganali. Le tensioni scoppiarono nel mese di giugno 1832, quando i texani espulsero sistematicamente tutte le truppe messicane dal Texas orientale.
La perdita del controllo militare incoraggiò i coloni ad aumentare la loro attività politica. Il 1º ottobre 1832, 55 delegati politici si incontrarono a San Felipe de Austin per presentare una petizione al fine di ottenere una modifica nel governo del Texas. Grande assente fu la delegazione di San Antonio de Bexar, dove molti dei coloni messicani nativi (Tejanos) vivevano. I delegati elessero Stephen F. Austin, un empresario  molto rispettato, come Presidente della Convenzione.
I delegati approvarono una serie di risoluzioni in cui chiedevano, tra le altre cose, l'abrogazione delle restrizioni in materia di immigrazione, una esclusione di tre anni dall'applicazione dei dazi doganali, il permesso di formare una milizia armata e uno stato indipendente. Inoltre pretendevano il potere per essi stessi di poter organizzare future convenzioni. Prima che la petizione potesse essere consegnata a Città del Messico, il capo politico del Texas, Ramón Musquiz, decretò che la convenzione fosse illegale e rigettò tutte le risoluzioni. In un tentativo compromesso, l'Ayuntamiento (consiglio comunale) di San Antonio de Bexar elaborò una nuova petizione con contenuti simili alle risoluzioni della Convenzione e lo presentò attraverso canali legali appropriati. Musquiz inoltrò il nuovo documento al Congresso messicano.

## Contesto
Nel 1821, molte delle ex colonie della Spagna nel Nuovo Mondo ottennero la loro indipendenza e si unirono per creare un nuovo paese, il Messico. La Costituzione emanata nel 1824 istituì il paese come una repubblica federalista comprendente più stati. Alle ex province spagnole scarsamente popolate fu negato lo statusdi stato indipendente e funro invece fuse con le aree limitrofe. L'ex Texas spagnolo, che segnava il confine orientale del Messico con gli Stati Uniti, fu accorpato con il Coahuila a formare il nuovo stato di Coahuila y Tejas. Per garantire un miglior governo della vasta area, lo Stato messicano fu suddiviso in vari dipartimenti; tutto il Texas venne incluso nel dipartimento di Béxar. Con la formazione di un nuovo governo statale, il comitato direttivo provinciale del Texas fu costretto a sciogliersi, e la capitale fu trasferita da San Antonio de Bexar a Saltillo. Molti Tejanos - cittadini nativi messicani che vivevano in Texas - furono riluttanti a rinunciare alla loro autodeterminazione.
Il governo federale in bancarotta, non fu più in grado di fornire assistenza militare ai coloni in Texas, che dovevano affrontare le frequenti incursioni delle tribù indigene. Nella speranza che un afflusso di coloni potesse essere in grado di controllare le incursioni, nel 1824 il governo nominò empresarios affinché famiglie provenienti dagli Stati Uniti e dall'Europa si stabilissero nel Texas. Poiché il numero di statunitensi che vivevano in Texas aumentò, le autorità messicane iniziarono a preoccuparsi circa le possibilità che gli Stati Uniti potessero voler annettere l'area, magari usando la forza. Il 6 aprile 1830, il governo messicano approvò quindi una serie di leggi che limitavano l'immigrazione dagli Stati Uniti in Texas. Queste disposizioni, inoltre, annullarono tutti i contratti da empresario vacanti e introdussero dei dazi doganali.

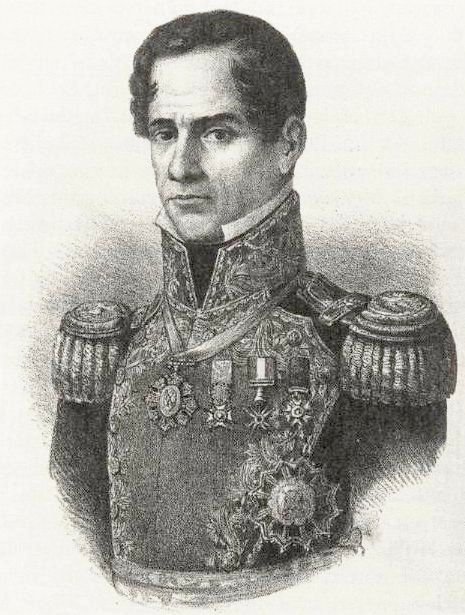
Il generale Antonio López de Santa Anna comandò la rivolta contro il governo Messicano fornendo ai texani un'occasione per la loro ribellione.

Le nuove leggi hanno fatto sdeganare sia Tejanos che gli immigrati recenti. Stephen F. Austin, un empresario che godeva di grande rispetto e che aveva condotto il primo gruppo di coloni statunitensi nel Texas, avvertì il presidente messicano Anastasio Bustamante che le leggi apparivano concepite per distruggere le colonie. Due delegati texani al governo statale, entrambi Tejanos, furono così intransigenti nella loro opposizione che uno di loro fu espulso, così che Austin fu nominato a prendere il suo posto e, nel dicembre 1830, partì per Saltillo.
L'applicazione delle leggi portò ad una forte tensione all'interno del Texas. Con grande malcontento dei coloni, una nuova postazione militare fu stabilita ad Anahuac per iniziare a riscuotere i dazi doganali. Il comandante, il colonnello Juan Davis Bradburn, spesso si scontrò con la gente del posto per via della sua rigida interpretazione della legge messicana. Nel giugno 1832, i coloni armati marciarono su Anahuac. Come risultato di questi disordini, Bradburn fu costretto a dimettersi.
La piccola ribellione texana coincise con una rivolta guidata dal generale Antonio López de Santa Anna contro il governo centralista di Bustamante. Il caos nel Messico e il successo dei texani ad Anahuac incoraggiò altri coloni del Texas a prendere le armi contro le guarnigioni di tutto il Texas orientale. In poche settimane, i coloni espulsero tutti i soldati messicani dalla regione. Senza la sorveglianza militare, i coloni iniziarono ad incrementare la loro attività politica.

## Incontro
Incoraggiati dal successo, i texani hanno organizzato una convenzione politico per convincere le autorità messicane ad attenuare le leggi del 6 aprile 1830. Il 22 agosto, l'Ayuntamiento a San Felipe de Austin (la capitale della colonia di Austin) chiese a ciascun distretto di eleggere cinque delegati. Anche se Austin tentò di dissuadere gli istigatori, le elezioni si svolsero prima del suo ritorno da Saltillo. Sedici comunità scelsero i delegati mentre due, quelle con la più grande popolazione di Tejano, San Antonio de Bexar e Victoria, si rifiutarono di partecipare. La maggior parte dei delegati eletti erano conosciuti come relativamente pacati. Molti agitatori noti, come James Bowie e William Barret Travis, vennero sconfitti. I Tejanos non ottennero una rilevante presenza alla convenzione, in gran parte a causa del boicottaggio da parte delle due comunità che non avevano aderito. Gli organizzatori, tuttavia, invitarono diversi importanti Tejanos di queste città a partecipare, ma tutti declinarono l'offerta.

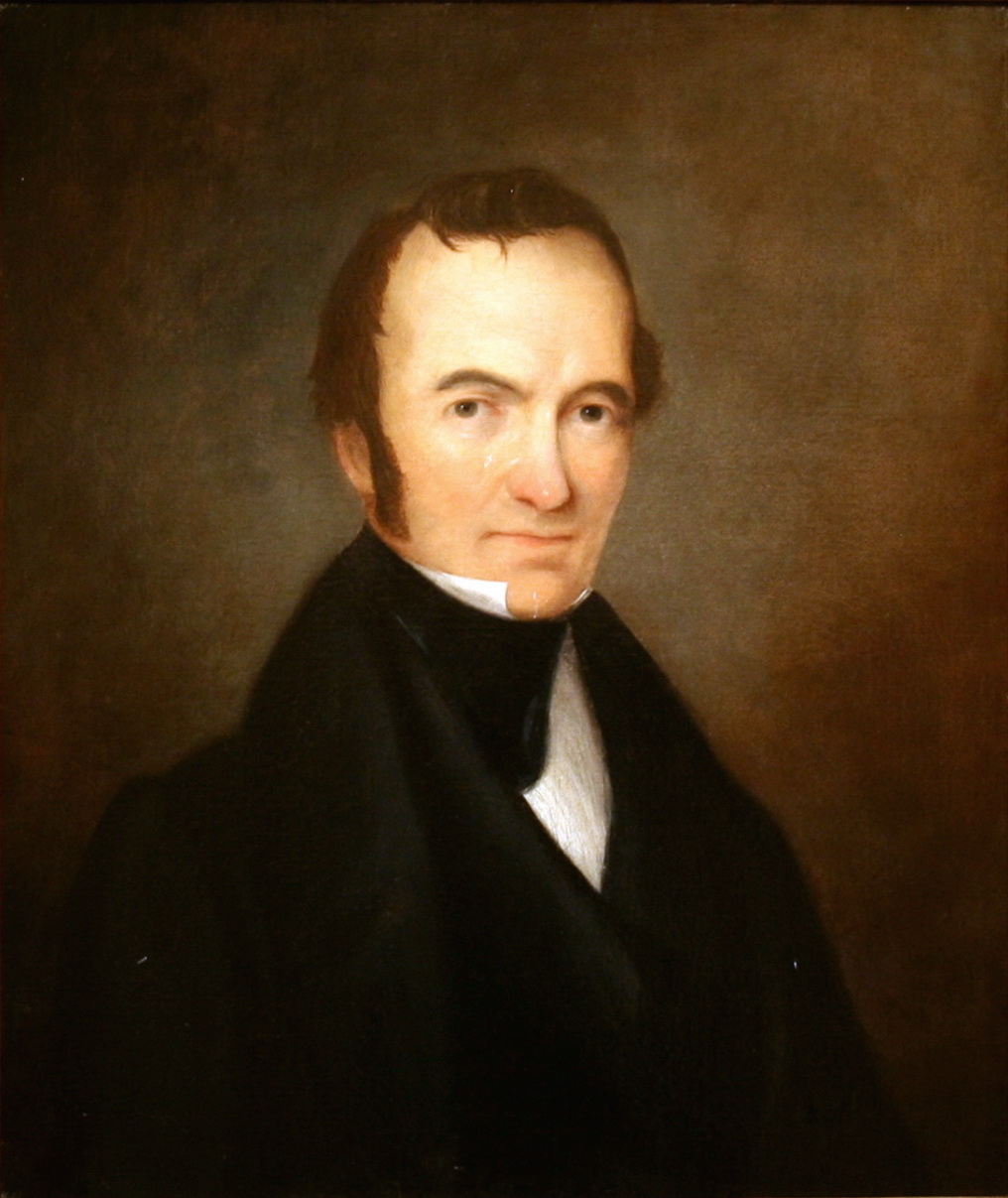
Stephen F. Austin fu eletto presidente della convenzione

Il 1º ottobre 1832, 55 delegati si incontrarono a San Felipe de Austin, la scarsa partecipazione potrebbe essere stata dovuta al breve preavviso. L'incontro fu la prima occasione per i residenti di ciascuna delle colonie per discutere di obiettivi comuni.
La convenzione è stato richiamato all'ordine da John Austin, uno degli alcaldes di San Felipe de Austin. Nel suo intervento, Austin stilò quattro punti chiave che il convegno necessitava di affrontare: le "false dichiarazioni" fatte dai "nemici della Texas" che i coloni desiderassero l'indipendenza dal Messico, un appello a restrizioni in materia di immigrazione dagli Stati Uniti, un metodo per concedere titoli di terra ai residenti di alcune zone della provincia e la riduzione dei dazi sui molti articoli importati. Il primo punto all'ordine del giorno fu l'elezione dei dirigenti. Stephen Austin e William Wharton, ritenuti degli esagitati, furono nominati a guidare la convenzione; Austin vinse 31-15. Frank Johnson, che aveva guidato la resistenza armata ad Anahuac fu eletto segretario. Nel suo discorso di accettazione, Austin elogiò i delegati per aver esercitato i loro diritti costituzionali presentando una petizione al governo.
Nel corso dei seguenti sei giorni, i delegati adottarono una serie di risoluzioni in cui chiedevano cambiamenti nella governance del Texas. Lo storico Eugene Campbell Barker suggerisce che le discussioni non si sarebbero concluse consì velocemente se i delegati non avessero fatto una "considerevole preparazione prima della riunione". Molte delle risoluzioni furono studiate per stimolare l'economia locale. I delegati chiesero che l'applicazione dei dazi doganali fosse ritardata fino al 1835 e che ai cittadini fosse concesso un metodo per rimuovere i doganieri corrotti. Le risoluzioni incoraggiavano anche una maggior velocità nell'emissione dei titoli di terra e che le terre pubbliche venissero vendute per raccogliere fondi a sostegno delle scuole bilingui. I delegati di Nacogdoches chiesero che il governo prendesse una posizione più ferma nei confronti dei nuovi coloni che sconfinavano in terre che erano già state in precedenza promesse a tribù indigene. Dopo aver rimarcato che i potenziali cittadini rispettosi della legge venivano esclusi dal Texas, mentre gli abusivi fuorilegge continuavano a entrare nel paese, i delegati chiesero l'abrogazione del divieto di immigrazione dagli Stati Uniti. Inoltre, chiesero il permesso di formare una milizia, apparentemente per la protezione dai predatori delle tribù native. La risoluzione più controversa chiese che il Texas diventasse uno stato indipendente, separata da Coahuila. La richiesta di separazione fu inserita con un voto di 36-12. Venne portata come giustificazione il fatto che Coahuila e Texas erano molto dissimili sia per quanto concerne il clima e l'economia e che una rappresentanza limitata del Texas nel parlamento dello stato rendesse molto difficile emanare leggi che affrontassero in particolare i bisogni dei suoi cittadini. I delegati insistettero che uno stato indipendente non fosse un pretesto per la secessione dal Messico.
Dopo aver approvato l'elenco delle risoluzioni, i delegati crearono un comitato centrale di sette membri con lo scopo di convocare le future riunioni.. Il Comitato Centrale sarebbe stato basato a San Felipe "ai fini della diffusione di informazioni di eventi di importanza per l'interesse del popolo". Inoltre, ad ogni comune fu chiesto di creare un comitato per la corrispondenza e per la sicurezza. I sottocomitati si sarebbero tenuti in stretto contatto con il Comitato centrale perché "uniti la forza e le risorse sono più che sufficienti per la nostra difesa, in ogni possibile evento. Disuniti, possiamo diventare una facile preda, anche ad una manciata di invasori codardi".
La convenzione venne aggiornata il 6 ottobre dopo l'elezione all'unanimità di Wharton come tramite per consegnare le risoluzioni al legislatore statale a Saltillo e al congresso messicano di Città del Messico. Poco prima della congedare gruppo, Rafael Manchola, l'alcalde (sindaco) di Goliad, arrivò; era l'unico delegato di Goliad e l'unico Tejano comparso all'incontro. Manchola si offrì volontario per accompagnare Wharton a proprie spese, lui e altri delegati pensarono che la spedizione avrebbe avuto maggiori probabilità di successo se fosse stato coinvolto anche un Tejano. Giorni dopo, Austin scrisse che "abbiamo appena avuto una convenzione di tutto il Texas, i messicani indigeni e coloni del tutto estranei, uniti come un sol uomo".

## Risultati
In seguito alla convenzione, gran parte dell'inquietudine dei texani venne placata. Austin ritenne che il popolo si fosse calmato semplicemente grazie alla possibilità di esprimere le loro rimostranze. Prima che la lista delle richieste fosse presentata ai governi statali e federali, Ramón Musquiz, il capo politico del Dipartimento di Bexar, stabilì che la convenzione fosse illegale. Questo tipo di attivismo era tradizionalmente proibito in Texas. La legge prevedeva che i cittadini avrebbero potuto protestare presso il proprio Ayuntamiento locale (simile ad un consiglio comunale), che avrebbe poi trasmesso tali rimostranze al capo politico. Il capo politico avrebbe, quindi, inoltrato a sua volta le lamentele allo stato o al governo federale. Poiché i coloni non seguirono questa procedura, Musquiz annullò le loro risoluzioni. Gli ayuntamientos a San Felipe, Nacogdoches, Gonzales e Liberty si scusarono per la loro partecipazione e la missione di Wharton venne annullata.
La mancanza della rappresentanza di Tejani e il rifiuto dei residenti di San Antonio de Bexar di partecipare favorì una percezione che solo i nuovi arrivati in Texas fossero insoddisfatti. Austin accettò di incontrare i leader politici a San Antonio de Bexar per convincerli a sostenere le risoluzioni. Questi leader Tejano, tra cui Erasmo Seguin, furono in gran parte d'accordo con il risultato della convenzione, ma si opposero per i metodi con i quali erano stati concepiti. I capi Tejano esortarono alla pazienza; Bustamante fu ancora presidente e non fu favorevole ad una petizione da parte dei coloni del Texas che si erano schierati con il suo rivale, Santa Anna.
Austin e i leader Tejano accettarono un compromesso. Perché San Antonio de Bexar era la sede del Dipartimento di Bexar, il suo Ayuntamiento redasse una petizione contenente un linguaggio simile alle risoluzioni della Convenzione. La petizione fu approvata dagli ayuntamientos a Goliad, San Felipe e Nacogdoches e poi fu consegnato a Musquiz, che lo trasmise al Congresso messicano nei primi mesi del 1833. Anche se Musquiz aveva pubblicamente sostenuto la petizione, incluse in segreto una nota al governatore di Coahuila y Tejas avvertendolo che tutto ciò poteva essere un precursore di una secessione.
I capi politici hanno inoltre convenuto che se il governo federale avesse rifiutato di affrontare la convenzione entro alcuni mesi, i residenti del Texas avrebbero formato il loro governo dello stato, in sostanza, dichiarando l'indipendenza dal Coahuila, se non da tutto il Messico. Il comitato centrale eletto dalla Convenzione era troppo impaziente per aspettare a lungo. Alla fine di dicembre, il Comitato chiese un'elezione a marzo per i delegati alla Convenzione del 1833. La seconda convenzione ribadì alcune delle preoccupazioni precedenti e prese ulteriori misure per dichiarare il Texas uno stato indipendente, i messicani temevano che questo fosse un passo verso l'annessione del Texas negli Stati Uniti.
Il governo messicano tentò quindi di affrontare alcune delle preoccupazioni sollevate dalle convenzioni del 1832 e il 1833. Nel mese di novembre 1833, parte delle leggi del 6 aprile 1830 sono state abrogate, permettendo agli statunitensi di immigrare legalmente nel Texas. Alcuni mesi più tardi, al Texas fu concessa una maggiore rappresentanza nella legislatura di Coahuila y Tejas. Diversi concetti giuridici statunitensi, come il processo con giuria, furono introdotti in Texas, e l'inglese fu autorizzato come seconda lingua. Impressionati da questi compromessi, alcuni residenti del Texas continuarono una campagna per uno stato indipendente. Le crescenti tensioni alla fine portarono alla rivoluzione del Texas, che ebbe inizio nel mese di ottobre 1835.